# Musallar, Kastamonu
Musallar là một xã thuộc thành phố Kastamonu, tỉnh Kastamonu, Thổ Nhĩ Kỳ. Dân số thời điểm năm 2008 là 167 người.